# Trash talk
El trash talk es una forma de insultar que suele encontrarse en eventos deportivos, aunque no es exclusivo de deportes o eventos caracterizados de manera similar. A menudo se usa para intimidar al oponente y/o hacer que tengan menos confianza en sus habilidades para ganar más fácilmente, pero también se puede usar con un espíritu humorístico. A menudo se caracteriza por el uso de hipérboles o lenguaje figurado, y se utilizan comúnmente juegos de palabras.
En los deportes, el trash talk suelen presentarse en forma de insultos a la capacidad de juego o la apariencia física de un jugador contrario, lo cual es éticamente inaceptable. Los efectos previstos son crear rivalidad entre los aspirantes y aumentar la presión psicológica del contrario para que se desempeñen bien o impedir que el que habla basura se desempeñe bien. Se debate la calidad de los atletas bajo la presión de charlas basura, pero un estudio encontró que los participantes que fueron sujetos a un mensaje de charla basura hicieron más esfuerzo para completar su tarea y percibieron a su oponente con más incivilidad y rivalidad.

## Utilización en MMA
La práctica del trash talking o la charla basura es un método utilizado en las artes marciales mixtas durante una conferencia de prensa, con tal de darle promoción a una pelea y así atraer más espectadores. El ex campeón de las categorías pluma y ligero, Conor McGregor, es un ejemplo más reciente de un luchador que recurre a hablar sucio; incluso se le considera el mayor «trash talker» en la historia del MMA.